# Ахмедли, Сона Ядулла кызы
Сона Ядулла кызы Ахмедли (азерб. Sona Yadulla qızı Əhmədli; род. 5 октября 1988 года, Баку, Азербайджанская ССР) — азербайджанская женщина-борец, серебряный призёр в весовой категории до 59 кг чемпионата мира 2009, бронзовый призёр чемпионата мира 2011, чемпионка Европы 2010. В 2010 году за развитие азербайджанского спорта награждена орденом «Прогресс»